# Коцио, Карло
Карло Коцио граф ди Салабуэ (итал. Carlo Cozio; около 1715 — около 1780) — итальянский шахматный теоретик XVIII века. Автор шахматного руководства (написано в 1740, Турин; опубликовано в 1766 году). Некоторые анализы Коцио актуальны для современного шахматного эндшпиля.

## Биография
Карло Коцио родился в Казале-Монферрато около 1715 года. Был женат на донне Таддее из дома маркиза Барбиано ди Кьери; от этого брака имел одного сына — Иньяцио Алессандро (1755—1840), ставшего известным коллекционером скрипок.
В 1740 году он закончил труд «Игра в шахматы, или новые представления о нападениях, защитах и началах шахматной игры» ("Il Giuoco degli Scacchi o sia Nuova idea di attacchi, difese e partiti del Giuoco degli Scacchi"), который был опубликован в Турине в 1766 году и составлял два тома общим объёмом в 700 страниц.
Также в теории известен Мат Коцио (англ. Cozio's mate).
Умер около 1780 года.

## Книги
- «Il giuoco degli scacchi», Torino, 1766